# Strays (filme)
Strays (bra: Ruim pra Cachorro; prt: Rafeiros: Mas Com Tomates!)
é um filme americano que mistura live-action com animação do gênero comédia dirigido e produzido por Josh Greenbaum. O filme é estrelado por Will Ferrell, Jamie Foxx, Will Forte, Randall Park e Isla Fisher.
Strays foi lançado em 18 de agosto de 2023 nos Estados Unidos, pela Universal Pictures.

## Sinopse
Um cão abandonado chamado Reggie se une a outros cães de rua para se vingar de seu antigo dono.

## Elenco
- Will Forte como Doug, o antigo dono de Reggie. No Brasil com a voz de Marcelo Salsicha.
- Brett Gelman como Willy, oficial do controle de animais. No Brasil com a voz de Marcelo Pissardini.
- Dan Perrault como Dr. Hagen.
- Dennis Quaid como ele mesmo, sendo o observador de pássaros. No Brasil com a voz de Leonardo Camillo.
- Jade Fernandez como Ashley, ex-namorada de Doug.
- Dan Perrault como O Doutor, um médico visto no meio dos créditos.

### Vozes
- Will Ferrell como Reggie, o border terrier.[6] No Brasil, Wendel Bezerra.[7]
- Jamie Foxx como Bug, o boston terrier.[6] No Brasil, Fábio Rabin.[7]
- Isla Fisher como Maggie, a pastora-australiana e interesse romântico de Hunter. No Brasil, Bruna Louise.[7]
- Randall Park como Hunter, o dogue alemão e cão de terapia. No Brasil, Wellington Lima.
- Rob Riggle como Rolf, o pastor-alemão e cão policial. No Brasil, Francisco Júnior.
- Josh Gad como Gus, o labrador retriever. No Brasil, Felipe Grinnan.
- Sofía Vergara como Dolores, a sofá.
- Jamie Demetriou como Chester, o buldogue. No Brasil, Dihh Lopes.[7]
- Greta Lee com Bella, a lulu da Pomerânia.
- Jimmy Tatro como Finn, o rottweiler. No Brasil, Thiago Ventura.[7]
- Harvey Guillén como Shitstain / Zé Ruela, o chihuahua. No Brasil, Sérgio Rufino.
- Jack De Sanz como Munchkin, o cão-de-santo-humberto. No Brasil, Afonso Padilha.[7]
- Phil Morris como Bubsy. No Brasil, Márcio Donato.
- David Herman como o cão com underbite.

## Produção
Em agosto de 2019, Phil Lord e Christopher Miller assinaram um contrato com a Universal Pictures. Em maio de 2021, a Universal adquiriu os direitos de Strays, uma comédia para adultos escrita por Dan Perrault, com Lord e Miller como produtores ao lado de Erik Feig e Louis Leterrier. O filme é uma coprodução entre a Picturestart e Rabbit Hole Productions.

### Escalação do elenco
Em dezembro de 2021, Will Ferrell, Jamie Foxx e Will Forte foram adicionados ao elenco. Em março de 2022, Randall Park e Isla Fisher foram adicionados ao elenco.

#### Filmagens
As filmagens do filme começaram em setembro de 2021 em Atlanta, Geórgia.

## Lançamento
Strays foi lançado nos Estados Unidos em 9 de junho de 2023, pela Universal Pictures. No Brasil, o filme foi lançado em 28 de setembro de 2023.